# Syersker
|  | Denne artikel er oprettet af botten PalnaBot ud fra en ekstern database. Den kan derfor have sproglige fejl eller mangler. Denne skabelon kan fjernes efter kontrol af indholdet. |

Syersker er en film med ukendt instruktør.

## Handling
Livshistorien om de tre kvinder fra produktionen "Fagforeningskvinder". De tre kvinder Inger, Lilli og Hilda fortæller om deres liv, herunder bl.a. om deres arbejdsliv som syersker og som kvinder